# Палеа-Эпидаврос
Палеа́-Эпи́даврос (греч. Παλαιά Επίδαυρος — «Старый Эпидавр»), также Архе́я-Эпи́даврос (Αρχαία Επίδαυρος — «Древний Эпидавр») — село в Греции. Административный центр общины Эпидаврос в периферийной единице Арголида в периферии Пелопоннес. Расположено на высоте 11 м над уровнем моря, на полуострове Пелопоннес, на побережье бухты Палеа-Эпидаврос залива Сароникос. Население 1618 человек по переписи 2011 года.

## История
Руины древнего приморского города Эпидавр находятся на скалистом полуострове к востоку от Палеа-Эпидавроса. Развалины древнего театра и храма Асклепия расположены на расстоянии нескольких часов пути внутрь материка на возвышенной лесистой равнине.

## Сообщество
Сообщество Палеа-Эпидаврос (Κοινότητα Παλαιάς Επιδαύρου) создано в 1912 году (ΦΕΚ 262Α). В сообщество входит шесть населённых пунктов и монастырь Каламиу. Население 1932 человека по переписи 2011 года. Площадь 29,294 км².
| Населённый пункт                | Население (2011), человек |
| ------------------------------- | ------------------------- |
| Айия-Параскеви                  | 23                        |
| Галати (полицейский кооператив) | 23                        |
| Каламиу                         | 33                        |
| Палеа-Эпидаврос                 | 1618                      |
| Панайия                         | 74                        |
| Панорама (Платихерома)          | 45                        |
| Эпано-Эпидаврос                 | 116                       |

## Население
| Год  | Население, человек |
| ---- | ------------------ |
| 1991 | 1329               |
| 2001 | 1614               |
| 2011 | ↗ 1618             |